# Sarah Bakewell
Sarah Bakewell (Bournemouth, 1963) è una scrittrice e biografa britannica.

## Biografia
Nata nel 1963 a Bournemouth, vive e lavora tra Londra e le Marche.
Ha trascorso una giovinezza nomade al seguito dei genitori hippy che, dopo aver chiuso l'albergo che gestivano, hanno vissuto in India prima di trasferirsi a Sydney, in Australia, e aprire un negozio di libri.
Laureata in filosofia all'Università dell'Essex, prima di esordire nella letteratura ha lavorato per diversi anni alla Wellcome Library occupandosi in particolare di libri antichi.
Ha pubblicato il suo primo libro, The Smart, nel 2001, sulla vicenda che vide protagonista nel XVIII secolo Margaret Caroline Rudd, accusata di aver falsificato obbligazioni dai gemelli Daniel e Robert Boswell che alla fine persero la causa e furono condannati a morte.
In seguito ha dato alle stampe The English Dane nel 2005 (biografia dell'avventuriero Jørgen Jørgensen), Montaigne: l'arte di vivere nel 2010, sulla vita e il pensiero del filosofo francese e Al caffè degli esistenzialisti nel 2016.
Giornalista per il Guardian, insegna scrittura creativa al Kellogg College di Oxford.

## Opere

### Saggi
- The Smart (2001)
- The English Dane (2005)
- Montaigne: l'arte di vivere (How to Live, 2010), Roma, Fazi, 2011 traduzione di Thomas Fazi ISBN 978-88-6411-231-2.
- Al caffè degli esistenzialisti (At the Existentialist Cafe), Roma, Fazi, 2016 traduzione di Michele Zurlo ISBN 978-88-93250-12-2.

## Premi e riconoscimenti
- Duff Cooper Prize: 2010 vincitrice con Montaigne: l'arte di vivere[12]
- National Book Critics Circle Award per la biografia: 2010 vincitrice con Montaigne: l'arte di vivere[13]
- Premi Letterari Windham–Campbell: 2018 vincitrice nella categoria Saggistica per l'opera omnia[14]